# Gerardus Johannes Geers
Gerardus Johannes Geers (Delft, 10 december 1891 - Groningen, 2 mei 1965) was een Nederlands hispanist die de Spaanse cultuur, taal en literatuur introduceerde bij het Nederlandse publiek. Daarnaast was hij een communist en pacifist die een sleutelrol speelde bij de oprichting van de eerste communistische partij in Spanje en later een vooraanstaande rol speelde in de Nederlandse vredesbeweging.
Geers was buitengewoon hoogleraar Spaans aan de Rijksuniversiteit Groningen en publiceerde een reeks wetenschappelijke boeken en artikelen over de Spaanse taal en literatuur. Daarnaast vertaalde hij een reeks Spaanse toneelstukken, romans, gedichten en filosofische geschriften naar het Nederlands, waaronder El libro de buen amor van de middeleeuwse dichter Juan Ruiz en werk van Miguel de Cervantes, José Ortega y Gasset en Miguel de Unamuno. In zijn boeken De Renaissance in Spanje (1932, in samenwerking met Johan Brouwer) en Spanje, land, volk, cultuur (1954, meerdere malen herdrukt) gaf hij het Nederlands lezerspubliek een inleiding in de Spaanse cultuur en literatuur.
Hij was levenslang actief als communist, anarchist en pacifist. Hij vertaalde Das Kapital van Karl Marx naar het Spaans en was een van de oprichters van de eerste Spaanse communistische partij in 1920 en tevens van de Kommunistische Arbeiders-Partij Nederland in 1921. In zijn latere jaren speelde hij een vooraanstaande rol in de Nederlandse vredesbeweging als voorzitter van De Derde Weg.

## Biografie
Geers, "Flip" voor zijn vrienden, ging naar het gymnasium in zijn geboortestad Delft en studeerde daarna Nederlandse taal- en letterkunde aan de Universiteit Leiden. Hij promoveerde in 1917 op de adverbiale en prepositionele prefixen in het Blackfoot, een Algonkische taal gesproken door het inheemse Blackfoot- of Niitsitapi-volk in het noordwesten van Noord-Amerika.
In 1917 vertrok hij naar Madrid, waar hij werkte als huisleraar van de kinderen van Herman van Roijen, destijds de Nederlandse ambassadeur in Spanje. In Madrid raakte hij betrokken bij intellectuele kringen en de plaatselijke socialistische beweging. Hij vertaalde onder andere Das Kapital van Karl Marx en werk van Lenin naar het Spaans, en leverde onder het pseudoniem Cayo Graco bijdragen aan socialistische bladen als Nuestra Palabra en El Comunista, waaronder vertalingen van werk van Henriëtte Roland Holst. Hij diende als tolk tussen de Russische agent Mikhail Borodin en de Spaanse communist Juan Andrade en speelde een sleutelrol bij de oprichting in april 1920 van de eerste communistische partij in Spanje, een voorloper van de PCE. Hij werd echter kort daarna door de Spaanse politie naar Vigo verbannen en vervolgens naar Nederland uitgezet wegens zijn "subversieve activiteiten".
Geers bleef in de daaropvolgende jaren corresponderen met Andrade. Ze verloren elkaar uit het oog in 1921 maar hervatten hun briefuitwisseling in 1927. Na de Spaanse Burgeroorlog zwoer hij in 1939 nooit meer voet in Spanje te zetten. Hij bleef in Nederland actief in de protestbeweging tegen de dictatuur van Franco.
Terug in Nederland brak hij met de Nederlands communistische partij en richtte in 1921 samen met de dichter Herman Gorter een nieuwe partij op, de Kommunistische Arbeiders-Partij Nederland (KAPN). De KAPN verwierp het partijgecentreerde model van Lenin en stelde in plaats daarvan een meer anarchistisch, gedecentraliseerd bestuursmodel voor, waarbij de arbeidersklasse zich zou organiseren in plaatselijke raden.
Geers bleef werken als leraar, eerst in Enschede, daarna van 1932 tot 1947 aan de Dalton HBS in Den Haag. Daarnaast werd hij actief als hispanist. Hij schreef recensies van Spaanse boeken voor de NRC en publiceerde tevens vertalingen van Spaanse romans, studies en leerboeken zoals Spaanse spraakkunst (1922). Hij werd in 1928 benoemd tot privaatdocent Spaans aan de Rijksuniversiteit Groningen, een onbetaalde functie die hij tot 1932 behield. Hij was lector Spaans in Groningen van 1947 tot 1961 en buitengewoon hoogleraar van 1961 tot zijn emeritaat in 1962.
In zijn laatste jaren was hij een prominent lid van de Nederlandse vredesbeweging, als voorzitter van De Derde Weg en redacteur van het blad van die beweging. Ook streed hij voor seksuele bevrijding. Al in 1936 stelde hij dat masturbatie een natuurlijke uiting van menselijke seksualiteit was.
Na zijn overlijden in 1965 schreven onder meer de hispanist Jonas Andries van Praag en de schrijver en anarchist Anton Constandse herdenkingsartikelen. Zijn hispanistische manuscripten worden bewaard in de universiteitsbibliotheek van de Rijksuniversiteit Groningen. Zijn sociaal-politieke handschriften bevinden zich in het Instituut voor Sociale Geschiedenis in Amsterdam en zijn bellettristische manuscripten worden bewaard in het Nederlands Letterkundig Museum (sinds 2016 Literatuurmuseum) in Den Haag.
- Biblioteca Nacional de España: XX1282820
- Digitale Bibliotheek voor de Nederlandse Letteren: geer013
- Gemeinsame Normdatei: 1042776598
- International Standard Name Identifier: 0000 0000 6315 1923
- Library of Congress Control Number: no2002108588
- Nationale Bibliotheek van Israël: 987007282857405171
- Nederlandse Thesaurus van Auteursnamen: 070209472
- Istituto Centrale per il Catalogo Unico: UBOV568375
- Système universitaire de documentation: 090415108
- Trove: 867553
- Virtual International Authority File: 61937803
- WorldCat: E39PBJmtyQWWgpQcrcbJ6qr8YP